# Manhattan Life Insurance Building
Manhattan Life Insurance Building a fost o clădire ce s-a aflat în New York City. A fost cumpărată în 1928 de Central Union Trust Company pentru 4 milioane de dolari.